# Buis-sur-Damville
Buis-sur-Damville is een plaats en voormalige gemeente in het Franse departement Eure (regio Normandië) en telt 864 inwoners (2004). De plaats maakt deel uit van het arrondissement Bernay. Buis-sur-Damville is op 1 januari 2019 gefuseerd met de gemeenten Grandvilliers en Roman tot de gemeente Mesnils-sur-Iton. 

## Geografie
De oppervlakte van Buis-sur-Damville bedraagt 24,5 km², de bevolkingsdichtheid is 35,3 inwoners per km².
De onderstaande kaart toont de ligging van Buis-sur-Damville met de belangrijkste infrastructuur en aangrenzende gemeenten.

## Demografie
Onderstaande figuur toont het verloop van het inwonertal (bron: INSEE-tellingen).